# لورانس سكاربا
لورانس سكاربا (بالإنجليزية: Lawrence Scarpa)‏ هو مهندس معماري أمريكي، ولد في 28 أكتوبر 1959 في كوينز في الولايات المتحدة.